# Шапел ан Сервал
Шапел ан Сервал (фр. Chapelle-en-Serval) насеље је и општина у североисточној Француској у региону Пикардија, у департману Оаза која припада префектури Санлис.
По подацима из 2011. године у општини је живело 2932 становника, а густина насељености је износила 271,23 становника/km². Општина се простире на површини од 10,81 km². Налази се на средњој надморској висини од 73 метара (максималној 136 m, а минималној 57 m).

## Демографија
| 1962. | 1968. | 1975. | 1982. | 1990. | 1999. | 2011. |
| ----- | ----- | ----- | ----- | ----- | ----- | ----- |
| 848   | 896   | 812   | 1.385 | 2.185 | 2.462 | 2.932 |

График промене броја становника у току последњих година